# GDDR7 SDRAM
GDDR7（Graphics Double Data Rate 7）は、ビデオカード向けメモリの一種。
GDDR6の後継で、2024年前半までの投入が予定されている。

## 概要
2023年7月、Samsungが世界初のGDDR7メモリを開発完了したことを発表。
24Gbps GDDR6に比べ、性能は1.4倍（32Gbps）、電力効率は20％の向上が達成されている。
既存のNRZ方式に比べ、同じ信号周期に1.5倍以上のデータを転送できるPAM3信号方式を利用することにより、大幅な速度向上を果たした。
パッケージにEpoxy Molding Compound（EMC）を使用することで、熱抵抗を70％削減している。
また、AIやHPCも視野に入れ、仕様が強化されている。
Micronは、2024年前半にGDDR7を投入予定となっている。
SK hynix は2024年7月末にGDDR7を発表した。